# Berbești
Berbești est une ville du județ de Vâlcea en Roumanie.
Sa population était de 4 836 habitants en 2011
La principale activité économique est l'exploitation de mines de charbon.

## Politique
| Identité                    | Période           | Période           | Durée              |
| Identité                    | Début             | Fin               | Durée              |
| --------------------------- | ----------------- | ----------------- | ------------------ |
| Vintilă Chelcea (d),        | 2008              | octobre 2020      | 12 ans             |
| Milorad-Ion Cumpănășoiu (d) | octobre 2020      | 1er novembre 2024 | 4 ans et 1 mois    |
| Petre Glomnicu (d)          | 1er novembre 2024 | En cours          | 4 mois et 13 jours |